# 하야시 내각
하야시 내각(林内閣)은 예비역 육군대장 하야시 센주로가 제33대 내각총리대신으로 임명되어, 1937년 2월 2일부터 1937년 6월 4일까지 존재한 일본의 내각이다.

## 재직 기간
- 1937년(쇼와 12년) 2월 2일 ~ 1937년(쇼와 12년) 6월 4일
- 재직 일수 : 123일